# Peter Rickmers (Schiff)

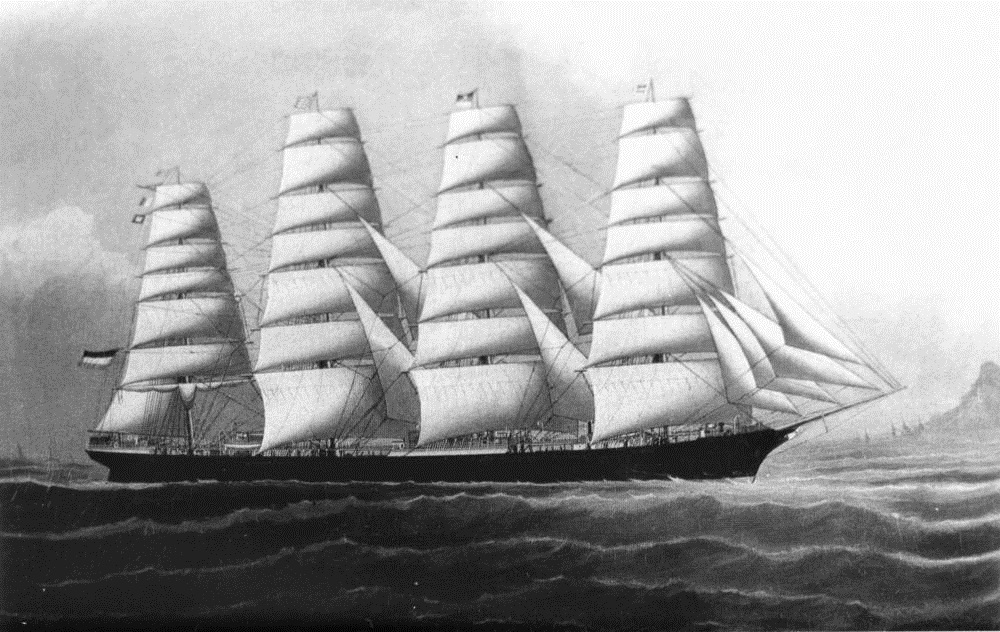
Die Peter Rickmers auf einem Gemälde

Die Peter Rickmers war ein Großfrachtsegler unter der Flagge der Rickmers Reismühlen, Reederei und Schiffbau A.-G.; sie war das einzige an allen Masten Skysegel führende Viermastvollschiff in der Welthandelsflotte und auch das einzige je für eine deutsche Reederei gebaute Viermastvollschiff.

## Beschreibung
Am 18. Oktober 1889 lief der stählerne Rumpf des Viermastvollschiffs auf der Werft von Russell & Co., Port Glasgow, Schottland, für die Rickmers Reismühlen, Rhederei- und Schiffbau AG, Bremerhaven, vom Stapel, getauft auf Peter Rickmers (* 8. August 1838, † 15. Dezember 1902), den Firmeneigner und Sohn von Rickmer Clasen Rickmers. Das Schiff war als Dreiinselschiff für Fahrten nach Südostasien gebaut. Neben der Back und Poop hatte es ein drittes Hochdeck mittschiffs oberhalb des Hauptdecks, das sich von einer Bordwand zur anderen erstreckte. Diese Mittschiffsbrücke (Mittschiffsinsel) wird auch als „Liverpoolhaus“ bezeichnet, da Segelschiffe aus Liverpool mit diesem Aufbau zuerst ausgerüstet waren. Der auffallend schlanke Schiffsrumpf war in Reedereitradition grün (Überwasserschiff) und rot (Wechselgang und Unterwasserschiff) gestrichen, dazu in Weiß die Außenwände von Back, Hochdeck und Poop gemäß den Reedereifarben „grün - rot - weiß“. Auf dem Vorderdeck zwischen Hochdeck und Back befand sich ein weiteres Deckhaus mit der Dampfmaschine für die Dampfwinden. Vier Rettungsboote in Davits waren paarweise hinter Fock- und Achtermast montiert, vor jedem Mast je eine Ladeluke. Auf der Back lagen die tonnenschweren Buganker verzurrt, in der Mitte das große Ankerspill. Sowohl nahe dem Heck auf der Poop als auch auf dem Hochdeck war ein Ruderstand eingebaut. Die Stahlmasten bestanden aus drei Segmenten (Untermast, Mars- und Bramstenge (letztere mit Royal- und Skystenge als einem Stück)). Die Masten hießen: Fockmast, Großmast, Achtermast (Hauptmast), Kreuzmast. Sie führte doppelte Mars-, Bramsegel und Royals, dazu als einziges je gebautes Viermastvollschiff Skysegel an allen vier Masten. Unter dem 19,5 m langen Pfahlbugspriet (Bugspriet und Klüverbaum aus einem Stück) schmückte eine Darstellung des damaligen Firmeneigners und Namensgebers Peter Rickmers in Matrosenkleidung als Galionsfigur den Bug. Sie ist in einem ortsnahen Museum erhalten. Einer Überlieferung zufolge steckten die Matrosen der Figur eine gestopfte Tabakspfeife in den Mund, wenn das Schiff in einen Hafen einlief. Sie wurde beim Ankerlichten wieder abgenommen.
Die Peter Rickmers hatte bereits bei leichtem Wind exzellente Segeleigenschaften (sog. Leichtwindläufer) und fuhr mit überwiegend schnellen Reisen für ihren Reeder wirtschaftlichen Erfolg ein. Für das Seegebiet Ostasiens konstruiert, aus dem sie überwiegend Reis für die firmeneigenen Rickmers Reismühlen GmbH antransportierte, standen auch zwei Weltreisen in ihren Schiffstagebüchern, beide von West nach Ost um Kap Hoorn (1901, 1902). Sie galt bei vielen Marineautoren, deutschen (Jochen Brennecke, Otto Höver) wie internationalen (Basil Lubbock), als schönster Rahsegler ihrer Zeit.
Man findet des Öfteren, die Peter Rickmers sei das einzige Viermastvollschiff unter deutscher Flagge gewesen, was unzutreffend ist. Korrekt ist, dass der schnelle Segler Peter Rickmers allerdings das einzige Viermastvollschiff war, das für deutsche Rechnung gebaut und damit von Anfang an ausschließlich unter deutscher Flagge fuhr. Während der Typ in Großbritannien sehr verbreitet war, wurde nie ein Viermastvollschiff auf einer deutschen Werft gebaut, und es gab nur ganz wenige dieses Riggs unter deutscher Flagge, die allesamt aus England, Nordirland oder Schottland stammten: Frieda ex County of Edinburgh (1885), fuhr 1901–1914 unter der Flagge von A. Witte, Bremen (nach Basil Lubbock allerdings als Viermastbark umgeriggt, nach H.-J. Furrer nicht), des Weiteren H. Bischoff ex Dampfer Ville de Paris (1865) der „Compagnie Générale Transatlantique“, 1889 in Blyth zum Viermastvollschiff für die Reederei H. Bischof & Co., Bremen, umgebaut und 1889–1900 unter deren Flagge geführt oder Christel Vinnen ex Alster ex California, 1890 bei Harland & Wolff gebaut. Die Peter Rickmers war zudem in der Welthandelsflotte das einzige jemals gebaute Viermastvollschiff (und damit auch einzige Segelschiff) mit Skysegeln an allen (vier) Masten – das sind (bei geteilten Mars- und Bramsegeln) sieben Rahsegel an jedem Mast.
Am Focktopp führte das Schiff die Gastlandflagge (USA, Australien, Japan etc.), im Großtopp die Reedereiflagge (grün-rot-weiß mit weißem R), im Achtertopp (Haupttopp) den rotrandigen Schiffswimpel mit dem Schiffsnamen. Im Kreuztopp war die des Heimathafens Bremen gesetzt. Die Heimatlandflagge wehte an der Besangaffel, darunter die Signalflaggen des Unterscheidungssignals. In der europäisch-angelsächsischen Literatur wird die Peter Rickmers oft als „four-masted barque“ bezeichnet, was den Tatsachen völlig widerspricht. Ein sehr schönes Modell (Maßstab 1:100) mit vielen Details zum Original ist auf „Bernd Jochams Schiffseiten“ zu sehen. Der Hamburger Marinemaler Johannes Holst (22. Oktober 1880 – 3. Juli 1965) stellte in seinen mehr als 1500 Gemälden auch mehrfach die Peter Rickmers dar.

## Geschichte
Die Peter Rickmers war nach einer 720 BRT Holzbark (1867–1884; an Finnland verkauft und in Widja umbenannt) das zweite Segelschiff dieses Namens. Die Reisen des Schiffs führten hauptsächlich in fernöstliche Häfen (z. B. Rangun, Singapur, Olehele (Sumatra), Hongkong, Hiogo (Kōbe)), um Reis für die eigenen Mühlen und Weizen anzutransportieren, aber auch an die Westküste der USA (Portland, Astoria). Ausreisend bestand die Fracht aus Kohle, Kistenpetroleum und anderen Massengütern.
Auf ihrer ersten Reise unter Kapitän Hans Andresen segelte sie nach Indienststellung am 6. November 1889 aus von Glasgow durch den Bristolkanal um das Kap der Guten Hoffnung nach Rangun mit einer Ladung Kohle zur Übernahme von Reis in Säcken, die sie nach Bremerhaven brachte (20. Juli 1890). Weitere Reisen führten das Schiff nach Hongkong, Nagasaki, Hiogo (Kobe). Auf der ersten der beiden Weltreisen, die etwas länger als ein Jahr dauerte, segelte sie am 18. April 1900 von New York nach Hongkong, um Australien und Neuseeland herum an die nordamerikanische Westküste nach Portland (Oregon) (141 Tage) und um Kap Hoorn nach Falmouth (24. Juli 1901 für Anweisungen, dann nach Antwerpen). Die zweite, über zwei Jahre dauernde Weltreise brachte das Schiff am 19. September 1901 von Antwerpen aus über den Atlantik nach Philadelphia, von dort am 8. Dezember 1901 weit (500 sm, Eissichtung) um das Kap der Guten Hoffnung am 14. April nach Hiogo, von dort in 30 Tagen (20. Juli – 19. August 1902) weiter nach Astoria, von dort am 1. Oktober mit Weizen um Kap Hoorn zurück nach Falmouth (22. Januar 1903) und Antwerpen.
Am 29. Juli 1905 gerieten über 50 Großsegler bei 41° N 32° W im Atlantik in eine Tage anhaltende Flaute in den Rossbreiten, darunter Deutschlands berühmteste Vollschiffe, der Fünfmaster Preußen auf der Heimreise aus Iquique mit Salpeter beladen und der Viermaster Peter Rickmers, von einer langen Reise aus Burma mit einer Fracht Reis kommend. Beide schnellen Schiffe waren ausgezeichnete Flautenläufer. Als sie auf Rufweite sich näherten, signalisierte der Rickmers-Kapitän Bandelin „Skorbut an Bord“. Kapitän Boye Richard Petersen, der Kommandant des riesigen Laeisz-Seglers, ließ Kartoffeln und Gemüse an Bord der Peter Rickmers bringen und blieb einige Tage in der Nähe des Rickmers-Schiffes, bis am 6. August Wind aufkam und die Heimreise fortgesetzt werden konnte.
Auszug aus den Reisen der Peter Rickmers
- 1889/90: Glasgow (Kohle) – Rangun – Bremen (Reis)
- 1890/90: Cardiff (Kohle) – Olehele (Nord-Sumatra) – Rangun – Bremen (Reis)
- 1891/91: Cardiff (Kohle) – Singapur – Rangun – Bremen (Reis)
- 1894/94: Cardiff (Kohle) – Singapur – Rangun – Bremen (Reis)
- 1895/95: Cardiff (Kohle) – Singapur – Rangun – Bremen (Reis)
- 1896/96: Cardiff (Kohle) – Singapur – Rangun – Bremen (Reis)
- 1898/99: New York (118.916 Kisten Petroleum) – Hiogo (Kobe) – Rangun – Bremen (Reis)
- 1899/00: New York (117.716 Kisten Petroleum) – Hongkong – Rangun – Dover (Reis)
- 1900/01: New York (117.700 Kisten Petroleum) – Hongkong – Portland, Oregon – Antwerpen (Weizen)
- 1901/03: Antwerpen – Philadelphia (Kistenöl) – Hiogo – Astoria, Oregon – Falmouth – Antwerpen (Weizen)
- 1903/04: Barry (Kohle) – Nagasaki – Singapur – Rangun – Bremen (Reis)
- 1905/05: New York (117.734 Kisten Petroleum) – Singapur – Rangun – Bremen (Reis)
- 1905/06: Bremerhaven – New York (117.800 Kisten Petroleum) – Singapur – Rangun – Bremerhaven (Reis)

Kurz nach 5:00 Uhr morgens am 29. Oktober 1906 rammte das schnelle Viermastvollschiff, geführt von Kapitän Heinrich Plate, auf der Reise von Singapur und Rangun mit einer Ladung Reis aus WSW kommend, Kurs Bremen, im Ausgang des Ärmelkanals (51° 02" 50' N, 1° 21" 54' O) vor Dover mit 9 bis 10 kn unverschuldet den 2.243 BRT großen und 27 Jahre alten Frachtdampfer Hermann (Rufzeichen QFVM) der Bremer Dampfschiffahrtsgesellschaft Argo, der mit 7 kn auf Gegenkurs vor dem Bug des schnelleren Seglers kreuzen wollte. Er sank nach kurzer Zeit mit Kapitän und 19 Mann, vier konnten gerettet werden. Der Viermaster lief das holländische Vlissingen an, wo er wieder instand gesetzt und nach Bremerhaven eingeschleppt wurde. Die Seeamtsverhandlung stellte keinerlei Schuld seitens der Peter Rickmers-Schiffsführung fest, da auch zweifelsfrei die gute Sichtbarkeit der Positionslampen des Großseglers überprüft werden konnte, die eine mögliche Mitschuld hätte sein können.
Am 30. April 1908 strandete das Schiff nach Auslaufen aus dem New Yorker Hafen, Brechen der Schleppleine und Abdriftens nach Nordost auf die Sandbänke nahe Fire Island. Sie befand sich auf der Reise von Perth Amboy, New Jersey, nach Rangun (Burma) mit einer Ladung von Petroleum in 119.000 Kisten. Ursache war die Dienstunfähigkeit des Schiffsführers, der das Unglück hätte verhindern können. Alle Rettungsversuche misslangen, alle Besatzungsmitglieder überlebten. Knapp drei Wochen später, am 19. Mai 1908, brannte das noch mit 95.000 Kisten Petroleum beladene Wrack ab. Eine damalige Theorie machte die Austernfischer als Brandstifter verantwortlich, die damit eine Ölpest auf den Muschel- und Austerbänken verhindern wollten. Es war auch von Selbstentzündung die Rede, denn einige Strandanwohner hatten sich mit dem Brennstoff der Peter Rickmers eingedeckt, der aber so leicht entzündlich war, dass einigen der Vorrat samt Lagerschuppen abbrannte. Möglicherweise hat sich auf dem Wrack Ähnliches ereignet. Es ist mittlerweile metertief im Sand versunken.
Die Seeamtsverhandlung vom 15. Juni 1908 in Bremen machte Kapitän Georg Bachmann allein für den Unfall verantwortlich. Laut Verhandlungsprotokoll lag die Strandungsstelle südlich des Westendes von Fire Island, nahe der Position 40° 36′ N, 73° 17′ W. Es werden in der Literatur weitere Strandungsorte genannt wie der eine Meile östlich des Jones Meerarms (40° 35′ N, 73° 33′ W, Jones Inlet) oder nahe Short Beach. Man findet auch die Angabe 40° 35′ N, 70° 31′ W, was einer Position südwestlich der Nantucketinsel entspricht, die sicherlich falsch ist.

## Schiffsdaten
- Konstruktion: Stahlrumpf als Dreiinselschiff, Stahluntermasten, Mars- & Bramstengen (mit Royal-/Skystenge ein Stück)
- Rigg: Viermastvollschiff: dopp. Mars- & Bramrahen, dazu Royal- und Skyrahen;
- Mastfolge: Fockmast, Großmast, Haupt- oder Achtermast, Kreuzmast
- Anzahl der Decks: zwei durchgehende Stahldecks, partielles Deck (Stahl/Holz) als Brückendeck, dazu Poop und Back; oberstes Deck mit Teakholz beplankt
- Stapellauf: 18. Oktober 1889
- Jungfernfahrt: 6. November 1889 von Glasgow nach Rangun
- Unterscheidungssignal: Q F H P,
- Bauwerft: Russell & Co., Port Glasgow, Schottland
- Reederei: Rickmers Reismühlen, Rhederei und Schiffbau A.-G., Bremerhaven
- weitere Reedereien: --
- weitere Namen: --
- Heimathafen: Bremerhaven
- Galionsfigur: ja, Figur von Reeder Peter Rickmers in Matrosenkleidung
- Länge über alles (Lüa): 118,66 m (389' 4")
- Länge Galion-Heck (Rumpflänge): 105,36 m (340')
- Länge an Deck (LaD): 101,3 m (332' ft)
- Länge in der KWL: 98,32 m (322’)
- Länge zwischen den Loten (LzL, Lpp): 96,32 m (316')
- Breite: 13,56 m (44’ 6”)
- Raumtiefe: 7,73 m (25' 4½ ")
- Seitenhöhe: 8,8 m (28' 11")
- Tiefgang: 7,01 m (22' 8")
- Vermessung: 2.926 BRT (Bruttoregistertonnen) / 2.751 NRT (Nettoregistertonnen)
- Verdrängung: ~7.000 t (Schiffs- und Ladungsmasse; 1 tn.l. = 1,016 t: 1 ton standard (ts) = 1,01605 t)
- Ladekapazität/Tragfähigkeit: 4.506 t
- Segelfläche: 4.104 m² (39 (42) Segel: 28 Rah-, 6 (9) Stag-, 4 Vorsegel, 1 Besan)
- Masthöhe: 60 m (Flaggenknopf – Deck), 66 m (Flaggenknopf – Kiel)
- Baukosten: M 750.000,00
- Hilfsantrieb: keiner; Dampfkessel im Deckhaus auf dem Vorschiff für Dampf-Ankerspill, Dampfwinden
- Klassifikation: Lloyd’s +100A
- Erster Schiffsführer: Hans Andresen (1890–1894)
- weitere Kapitäne: Emil Berg (1894–1895), J. H. Westermeyer (1896–1900), Paul Schober (1900–1901), August Walsen (1901–1904), Edwin R. W. Nauschütz (1904), H. Bandelin (1905), Heinrich Plate (1905–1906), Georg Bachmann (1906–1908)
- Besatzung: 33 (40) Mann (Kapitän, 3 Offiziere, 29 (36) Mannschaft)
- Höchstgeschwindigkeit: 17,5 kn
- Bestes Etmal: 360 sm
- Besonderheiten: Skysegel an allen Masten